# H.P. Lovecraft
H.P. Lovecraft, właśc. Howard Phillips Lovecraft (ur. 20 sierpnia 1890 w Providence, zm. 15 marca 1937 tamże) – amerykański pisarz, autor opowieści grozy (weird fiction) i fantasy, twórca mitologii Cthulhu. Jest jednym z prekursorów fantastyki naukowej, a styl przez niego stworzony określany jest jako horror lovecraftowski.

## Życiorys
Młodość
Lovecraft urodził się 20 sierpnia 1890 w domu nr 194 na Angell Street w Providence. Był jedynym dzieckiem Winfielda Scotta Lovecrafta, komiwojażera sprzedającego kamienie szlachetne, i Sary Susan Lovecraft (de domo Phillips). Jego rodzice pobrali się, mając po trzydzieści lat.
Kiedy Lovecraft miał trzy lata, jego ojciec podczas spotkania służbowego w chicagowskim hotelu popadł w głęboką psychozę. Po niedługim czasie senior powrócił do Providence. Na miejscu został skierowany do lokalnego szpitala, gdzie pozostał aż do swojej śmierci w 1898. Młody Lovecraft przez całe swoje życie podtrzymywał, że jego ojciec zmarł w wyniku powikłań po wycieńczeniu psychicznym. Naukowcy przypuszczają, że zgon Winfielda Scotta Lovecrafta był wynikiem paraliżu ciała po zarażeniu się kiłą. Historycy zajmujący się badaniem przeszłości H.P. Lovecrafta nie wiedzą, czy kiedykolwiek miał on pojęcie o rzeczywistych problemach zdrowotnych swojego ojca.
Po hospitalizacji ojca Lovecraft był wychowywany przez matkę, dwie ciotki (Lillian Delorę Phillips i Annie Emeline Phillips) oraz dziadka, Whipple’a Van Burena – amerykańskiego biznesmena. W piątkę zamieszkiwali rodzinny dom w Providence.
Lovecraft był genialnym dzieckiem. Mając trzy lata, potrafił recytować poezję, w wieku sześciu lat zaczął pisać wiersze. Dziadek zachęcał go do lektury, a ponadto wprowadził do świata grozy, opowiadając mu własne historie.
W młodości Lovecraft często chorował. Ze względu na niestabilny stan zdrowia uczęszczał do szkoły podstawowej z dłuższymi przerwami, podczas których uczyli go prywatni nauczyciele. W tym okresie intensywnie czytał, poznawał świat nauk ścisłych, a także łacinę i historię rzymską. W 1899 zaczął wydawać amatorskie czasopismo „The Scientific Gazette”, które powielał domowym sposobem. W następnych latach wydał w tej samej formie serię naukowych publikacji dotyczących fizyki, chemii i astronomii, a także biografie wybitnych postaci z historii starożytnego Rzymu. Przetłumaczył też część „Przemian” Owidiusza. W 1903 powrócił do szkoły. Dostał się do Hope High School w stanie Rhode Island.
Począwszy od wczesnych lat życia, Lovecraft uważał, że cierpi na parasomnię. W czasie drzemki myślał, że jest atakowany przez wychudzone zmory nocne. Wiele jego późniejszych prac było bezpośrednio inspirowanych problemami ze snem.
Śmierć dziadka w 1904 odcisnęła na Lovecrafcie ogromne piętno. Niewłaściwe zarządzanie spuścizną dziadka doprowadziło do bankructwa jego rodzinę, która zmuszona została do zamieszkania w mniejszym domu, znajdującym się przy Angell Street nr 598.
W 1908 roku Lovecraft przeszedł załamanie nerwowe, w wyniku którego nie mógł zaliczyć odpowiedniej liczby przedmiotów, aby uzyskać dyplom szkoły średniej. Wiele wskazuje na to, że nie potrafił opanować trudnych zagadnień matematycznych, które musiał przyswoić, aby dostać się na uniwersytet na wymarzony kierunek (astronomię lub chemię).
Za młodu Lovecraft napisał kilka opowiadań, jednakże od 1908 do 1913 roku zajmował się głównie pisaniem poezji. W tym czasie prowadził pustelnicze życie. Nie utrzymywał kontaktu z nikim prócz matki. Wszystko zmieniło się w chwili, gdy napisał list do redakcji gazety „The Argosy”, w którym wyraził swoją dezaprobatę dla pozbawionej smaku historii miłosnej Freda Jacksona. Debatą pisarzy zainteresował się ówczesny prezes United Amateur Press Association, Edward F. Daas, który osobiście zaprosił Lovecrafta do swojej organizacji w 1914.

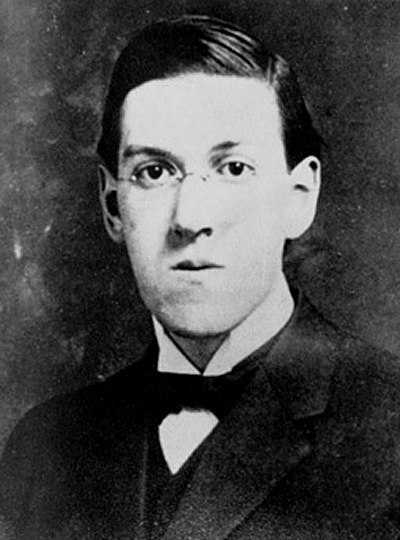
H.P. Lovecraft (1915)

Włączenie się w prace organizacji zrzeszającej dziennikarzy amatorów (UAPA) zapoczątkowało nowy rozdział w życiu młodego pisarza. W 1917 roku, zachęcony przez znajomego, Lovecraft postanowił wznowić pisanie dzieł fantastycznych. Dopracował opowiadania „Grobowiec” i „Dagon”. Ta ostatnia była jego pierwszą, w pełni profesjonalną pracą, która została opublikowana w gazetach „The Vagrant” i „Weird Tales”.
Samotnik z Providence czynnie korespondował ze swoimi czytelnikami i poważanymi ludźmi sztuki ze sceny krajowej. Wśród korespondentów Lovecrafta można wyróżnić Roberta Blocha, Clarka Ashtona Smitha czy Roberta E. Howarda.
W 1919 matka Lovecrafta została wysłana do szpitala w Providence, z którego korespondowała z synem aż do swojej śmierci; zmarła 24 maja 1921 roku na skutek powikłań po operacji pęcherzyka żółciowego.
Małżeństwo i epizodyczne życie w Nowym Jorku
Kilka tygodni po śmierci matki Lovecraft uczestniczył w konwencji dziennikarzy-amatorów, która odbywała się w Bostonie (Massachusetts). Tam spotkał Sonię Greene, swoją przyszłą żonę. Sonia urodziła się w 1883 w żydowskiej rodzinie na Ukrainie. Pobrali się w 1924. Tuż po zaręczynach Lovecraft wprowadził się do jej domu na Brooklynie. Ciotki pisarza mogły być niezadowolone z faktu, że związał się z handlarką (Greene specjalizowała się w sprzedaży kapeluszy).
Początkowo Lovecraft był zadowolony z życia w Nowym Jorku, jednak krótko potem małżeństwo zaczęło popadać w problemy finansowe. Sonia straciła sklep i zachorowała. Howard Phillips nie mógł znaleźć pracy. Wcześniej odrzucił propozycję objęcia stanowiska redaktora naczelnego magazynu „Weird Tales”. Dorywczo dorabiał, poprawiając teksty innych autorów, co miało stać się jednym z głównych źródeł jego utrzymania aż do końca życia. W końcu Sonia znalazła pracę, jednak wiązała się ona z częstymi wyjazdami, najpierw do Cleveland, a potem do Chicago. Lovecraft wyprowadził się z dawnego mieszkania żony i zamieszkał samotnie w kawalerce w Red Hook, jednej z dzielnic Brooklynu. Nie mógł pogodzić się z tym, że dzieli mieszkanie z bezrobotnymi imigrantami. Podczas pobytu w Nowym Jorku zaostrzyła się jego nienawiść do obcokrajowców. Swoje dotychczasowe zmagania w ubogiej dzielnicy opisał w opowiadaniu „Koszmar w Red Hook”.
Życie w separacji od żony i potęgująca się różnica charakterów doprowadziły do rozpadu związku. W 1926 Lovecraft powrócił do Providence, gdzie towarzyszył ciotkom w ich ostatnich latach życia. Po kilku latach zgodził się na rozwód, który nigdy nie został oficjalnie zatwierdzony na drodze sądowej.
Ostatnie lata
Od powrotu do rodzinnego miasta zaczął się właściwie najlepszy okres w twórczości pisarza, powstały wtedy najbardziej znane dzieła. Pomimo dobrej passy twórczej stan finansów Lovecrafta ulegał ciągłemu pogorszeniu, musiał zmieniać mieszkania na mniejsze. Kolejnym tragicznym wydarzeniem, jakie go spotkało, była samobójcza śmierć jego przyjaciela Roberta E. Howarda. Na początku 1937 roku wykryto u Lovecrafta raka jelita i objawy niedożywienia. Na leczenie było już za późno. Długo zmagał się z bólem, ostatecznie w 1937 trafił do szpitala, gdzie zmarł po pięciu dniach. Został pochowany 18 marca na cmentarzu Swan Point.

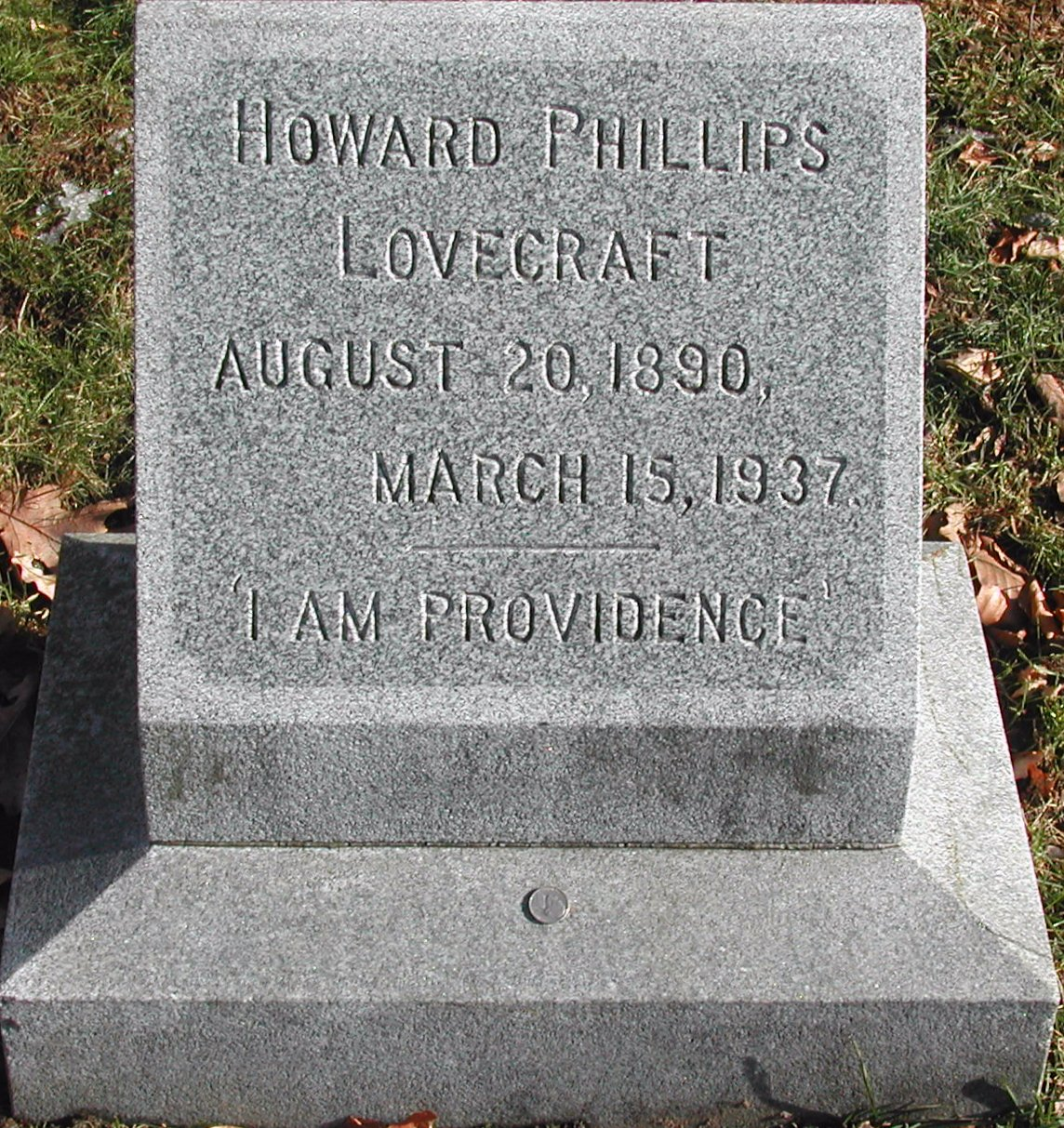
Grób Lovecrafta

## Poglądy osobiste
Poglądy polityczne

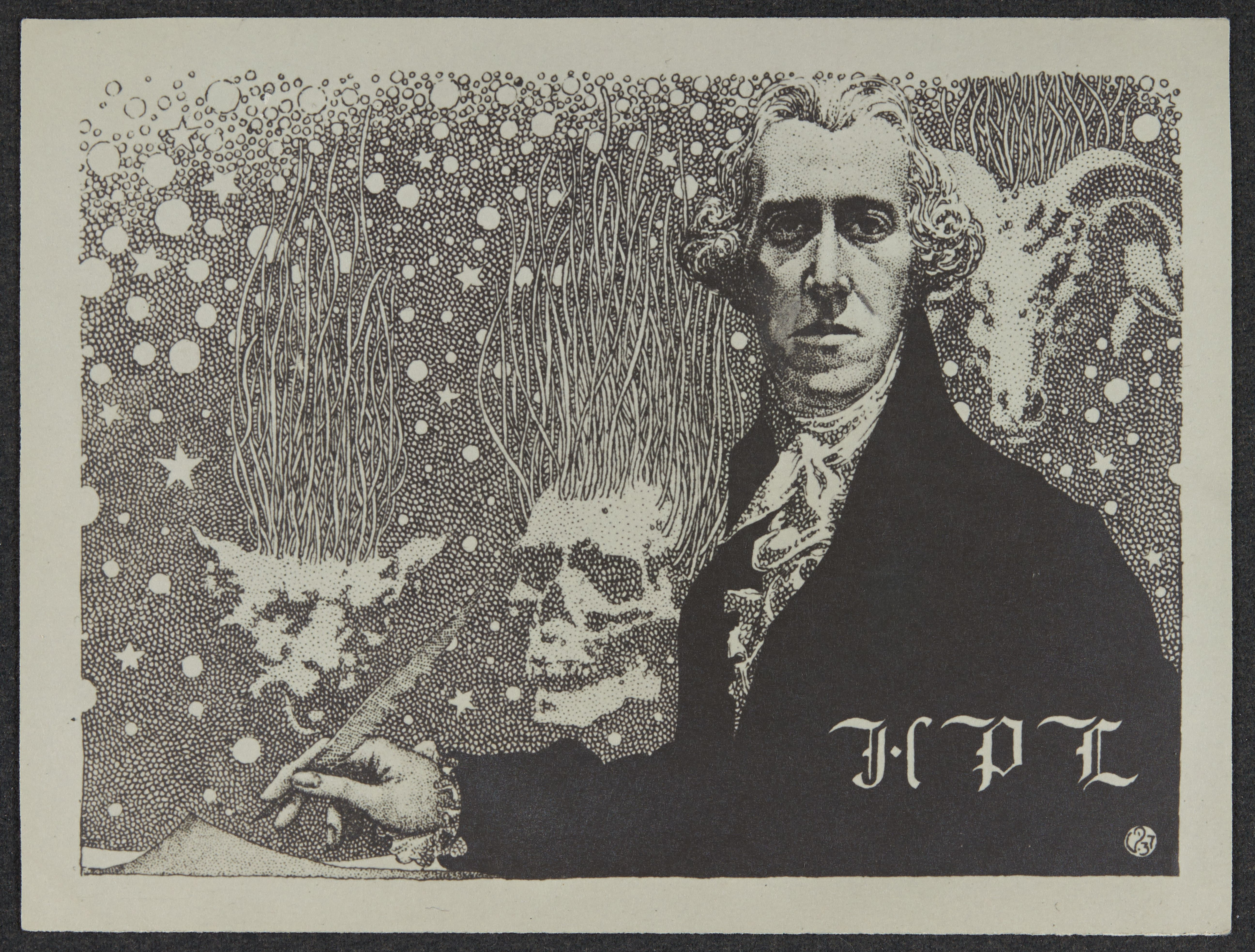
H.P. Lovecraft jako dżentelmen z XVIII wieku autorstwa Virgila Finlaya

Lovecraft rozpoczął swoje życie jako torys, co było prawdopodobnie wynikiem jego konserwatywnego wychowania. Jego rodzina przez całe życie wspierała Partię Republikańską. Choć nie wiadomo, jak konsekwentnie głosował, w wyborach prezydenckich w 1928 roku głosował na Herberta Hoovera. Rhode Island jako całość pozostała politycznie konserwatywna i republikańska aż do lat 30. Sam Lovecraft był anglofilem, który popierał monarchię brytyjską. Był przeciwnikiem demokracji i uważał, że Ameryka powinna być rządzona przez arystokrację. Poglądy te pojawiły się w młodości i utrzymywały się do końca lat 20. Podczas I wojny światowej jego anglofilstwo sprawiło, że zdecydowanie popierał ententę przeciwko mocarstwom centralnym. Wiele wcześniejszych wierszy poświęcił aktualnym wówczas tematom politycznym, a kilka esejów politycznych opublikował w swoim amatorskim piśmie „The Conservative”. Był abstynentem, który popierał wprowadzenie prohibicji, co było jedną z niewielu reform, które popierał w początkowym okresie swojego życia. Pozostając abstynentem, przekonał się później, że w latach 30. prohibicja była nieskuteczna. Osobiste uzasadnienie jego wczesnych poglądów politycznych opierało się przede wszystkim na tradycji i estetyce.
W wyniku Wielkiego Kryzysu Lovecraft ponownie przeanalizował swoje poglądy polityczne. Początkowo sądził, że zamożni ludzie nabiorą cech jego idealnej arystokracji i rozwiążą problemy Ameryki. Gdy tak się nie stało, został socjaldemokratą. Zmiana ta była spowodowana spostrzeżeniem, że kryzys szkodzi społeczeństwu amerykańskiemu. Wpływ na to miał również wzrost kapitału politycznego socjalizmu w latach trzydziestych. Jednym z głównych punktów socjalizmu Lovecrafta była jego opozycja wobec sowieckiego marksizmu, ponieważ uważał, że rewolucja marksistowska doprowadzi do zniszczenia amerykańskiej cywilizacji. Lovecraft uważał, że aby uratować Amerykę, należy stworzyć arystokrację intelektualną. Jego idealny system polityczny został nakreślony w eseju „Some Repetitions on the Times”. Lovecraft wykorzystał ten esej, aby powtórzyć propozycje polityczne, które pojawiły się w ciągu ostatnich kilku dekad. W eseju tym opowiada się za rządową kontrolą dystrybucji zasobów, mniejszą liczbą godzin pracy i wyższą płacą, a także za ubezpieczeniem od bezrobocia i emeryturami. Przedstawia również potrzebę stworzenia oligarchii intelektualistów. Jego zdaniem władza musi być ograniczona do tych, którzy są wystarczająco inteligentni i wykształceni. Często używał terminu „faszyzm”, aby opisać tę formę rządów, ale według S.T. Joshiego jest ona mało podobna do tej ideologii.
Lovecraft miał różne poglądy na temat postaci politycznych swoich czasów. Był gorącym zwolennikiem Franklina D. Roosevelta. Widział, że Roosevelt stara się obrać kurs pośredni między konserwatystami a rewolucjonistami, co mu się podobało. Choć uważał, że Roosevelt powinien prowadzić bardziej postępową politykę, doszedł do wniosku, że Nowy Ład był jedyną realistyczną opcją reform. Uważał, że głosowanie na jego przeciwników z politycznej lewicy byłoby zmarnowanym wysiłkiem. Na arenie międzynarodowej, podobnie jak wielu Amerykanów, początkowo wyrażał poparcie dla Adolfa Hitlera. Uważał jednak, że polityka rasowa Hitlera powinna być oparta raczej na kulturze niż na pochodzeniu. Istnieją dowody na to, że pod koniec życia Lovecraft zaczął sprzeciwiać się Hitlerowi. Według Harry’ego K. Brobsta, sąsiad Lovecrafta z dołu pojechał do Niemiec i był świadkiem bicia Żydów. Lovecraft i jego ciotka byli tym rozgniewani. Od tego momentu jego dyskusje o Hitlerze ucichły.
Poglądy religijne
Lovecraft był ateistą. Nie darzył wielkim poważaniem religii, uważał chrześcijaństwo za ograniczone i banalne, pełne sztucznych rytuałów, naturalnie zaś występujące mitologie określał mianem infantylnych i sprzecznych z ludzkim doświadczeniem. Prawdopodobnie nie wierzył w życie pośmiertne. W swych utworach prezentował jednak bardzo różnorodne drogi do życia po zgonie.
Poglądy na rasę
W opisie ludzi w dziełach Lovecrafta przebijają się rasistowskie poglądy autora. Anglosasi czy biali opisani są jako lepsi od innych, podobnie przedstawiona jest kultura samego pisarza. W mroczne kulty angażują się Murzyni, Hindusi, Mulaci, Metysi, Indianie, a także pustelnicy i inni samotnicy (pomimo że samotnikiem był sam autor). Lovecraft jako konserwatysta potępia też poglądy liberalne, które wiąże z odejściem od porządku. Przed ciemnymi siłami świat ratują najczęściej starszawi już naukowcy-gentlemani rasy kaukaskiej, ewentualnie inni ludzie o odpowiednim wykształceniu czy pozycji społecznej, jak kapitan statku czy oficer policji. Mediatorami pomiędzy światem ludzi a światem nadprzyrodzonym są także artyści. Negatywną rolę natomiast odgrywają kobiety-wiedźmy.

## Twórczość
Opowiadania
Przeważająca większość twórczości Lovecrafta odnosi się do stworzonej przez niego „mitologii Cthulhu” (termin ten wprowadził już po jego śmierci pisarz August Derleth) – panteonu niewyobrażalnych istot, o boskich wręcz mocach, z innych światów. Najpoważniejsza nadinterpretacja Augusta Derletha to podzielenie bogów Lovecraftowskich na dobrych Starszych Bogów i złych Wielkich Przedwiecznych. Sam Lovecraft mówił o „kosmicznym horrorze” – w którym strach wykracza poza racjonalne czynniki, gdy człowiek spotyka się z rzeczami, których nie jest w stanie objąć umysłem. Powracającym motywem jest bluźniercza księga „Necronomicon” napisana przez szalonego Araba Abdula Alhazreda (prawdopodobnie jest to pseudonim, który Lovecraft sam sobie nadał w młodości). Zawarte są tam tajemnice o pradawnych bóstwach, które kiedyś rządziły Ziemią i teraz czekają na moment, aby wrócić. Jednym z Wielkich Przedwiecznych jest Cthulhu – bóstwo śpiące na dnie oceanu.
Akcja opowiadań dzieje się zazwyczaj w Nowej Anglii – północno-wschodnim krańcu Stanów Zjednoczonych, który u Lovecrafta jest miejscem wciąż dzikim i niezbadanym, przesiąkniętym tajemnicą, i domem dla pradawnych kultów, których nie zniszczyły procesy czarownic. Pełno jest opisów wiktoriańskich, niszczejących domów w starych dzielnicach Providence i niezamieszkanych wzgórz za miastem. Lovecraft stworzył fikcyjne miasto w stanie Massachusetts – Arkham, którego głównym punktem jest równie fikcyjny Uniwersytet Miskatonic.
Listy
Lovecraft oprócz opowiadań pisał wiele listów, prowadził korespondencję z dziesiątkami przyjaciół i znajomych, którzy dzielili się własnymi pomysłami na nowe utwory rozszerzające „mitologię Cthulhu” i oceniali je, lub po prostu dyskutowali o sprawach bieżących. Ocenia się, że od roku 1912 do śmierci napisał około 87 000 listów. Zebrana korespondencja Lovecrafta została wydana przez kilka wydawnictw w Stanach Zjednoczonych.
Prace krytyczne
Lovecraft pisał też dużo prac krytycznych, z których najbardziej znaną jest „Nadnaturalny horror w literaturze”. Pisarz zawarł tam charakterystykę i historię powieści grozy w literaturze angielskiej i amerykańskiej.

## Wpływ na kulturę
Literatura
Drogą korespondencyjną Lovecraft utrzymywał kontakt z wieloma pisarzami i pomagał młodym twórcom, którzy rozwijali mitologię Cthulhu. Wśród nich można wymienić wielkiego przyjaciela Lovecrafta, Roberta E. Howarda, Augusta Derletha, Fritza Leibera, Roberta Blocha i Donalda Wandrei. W dalszym ciągu mity Cthulhu inspirują pisarzy i ciągle pojawiają się nowe utwory rozwijające pomysły Samotnika z Providence.
Po śmierci pisarza popularyzacją jego twórczości zajął się jego przyjaciel, August Derleth, który założył wydawnictwo Arkham House, zebrał i miejscami uzupełniał utwory swojego mistrza. Istnieją też inne wydawnictwa koncentrujące się na jego twórczości – jak np. Necronomicon Press.
Niektóre z opowiadań Lovecrafta miały być tłumaczone na język polski już w latach 30. XX wieku przez nieznanego autora podpisującego się pseudonimem Żalny, którym posługiwał się Stefan Grabiński. Wspomina o tym Antoni Słonimski w swoich felietonach. Najpewniej nie jest to prawda – Grabiński zmarł rok przed Lovecraftem, a ten światową sławę zyskał dopiero około 20 lat po śmierci, istnieje więc minimalna szansa, żeby Grabiński znał jego twórczość, a tym bardziej ją tłumaczył.
W powieści „Klucz do otchłani” José Carlos Somoza ukazuje świat, w którym dzieła Lovecrafta pełnią rolę Biblii.
Do postaci Cthulhu nawiązał także Andrzej Pilipiuk w opowiadaniach „Jakub na tropach yeti”, „Rzeźnik drzew” oraz „Staw”. Obraz Cthulhu wykorzystał też Eugeniusz Dębski w cyklu „Moherfucker” („Hell-P”, „Moherfucker”, „Russian Impossible”).
Film
Nakręcono kilka ekranizacji opowiadań Lovecrafta, ale większość z nich jest mało znana. Reżyserem, który zekranizował najwięcej dzieł Lovecrafta jest Stuart Gordon (m.in. seria Re-Animator z Jeffreyem Combsem w roli Herberta Westa, film Dagon z 2001, Zza światów z 1986). Starał się promować Lovecrafta na szerokim ekranie. H.P. Lovecraft Historical Society z kolei dało sobie za cel zekranizować prozę Samotnika w sposób naśladujący kinematografię z czasów życia twórcy Cthulhu (niemy horror Call of Cthulhu z 2005). Roger Corman często starał się przemycać Lovecrafta do swoich filmów (m.in. The Haunted Palace z 1963).
Muzyka
Amerykański zespół grający rocka psychodelicznego, sformowany w 1967 roku, nosi nazwę H.P. Lovecraft. Jego dwa pierwsze albumy zostały wydane pod nazwami H.P. Lovecraft oraz H.P. Lovecraft II.
Zespół metalowy Metallica umieściła na swej płycie Ride the Lightning instrumentalny utwór pt. „The Call of Ktulu”, ilustrujący opowiadanie „Zew Cthulhu” i utwory nawiązujące do tej tematyki: „Trapped Under Ice” (również z Ride The Lightning), a także „The Thing That Should Not Be” oraz „Orion” z płyty Master of Puppets. Również Cradle of Filth nagrali dwa utwory nawiązujące do mitologii Cthulhu – „Cthulhu Dawn” z Midian i „Mother of Abominations” z Nymphetamine.
Iron Maiden, zespół heavymetalowy, umieścił na okładce płyty Live After Death cytat z prozy Lovecrafta. Jego twórczością inspirowały się również doommetalowe grupy Thergothon, Colosseum i Electric Wizard.
Grecki zespół Septic Flesh nagrał piosenkę „Lovecraft’s Death”. Również duński heavymetalowy zespół Mercyful Fate odniósł się do Lovecrafta. Na płycie Time został nagrany utwór „The Mad Arab” opowiadający o Abdulu Alhazredzie, a na płycie Into The Unknown „Kutulu (The Mad Arab Pt. II)”. Pierwszy opisuje wizje Araba, a drugi samo pojawienie się Cthulhu. W późnych latach 60. popularność zyskał zespół grający rocka psychodelicznego, H.P. Lovecraft z Chicago, który przyjął nazwę po pisarzu. Również francuski zespół blackmetalowy The Great Old Ones nagrał w 2012 album Al Azif poświęcony tematyce lovecraftowskiego świata.
W roku 1995 niemiecki zespół Payne’s Gray grający metal progresywny wydał album koncepcyjny Kadath Decoded inspirowany w całości twórczością Lovecrafta.
W Polsce, obok Vadera, również takie zespoły jak Empheris oraz Hellish odwołują się do twórczości Lovecrafta w swoich utworach „Lovecraft” (Empheris) oraz „The Call Of Azathoth” (Hellish). Także raper Słoń na wyprodukowanym przez Miksera albumie Demonologia 2 zawarł utwór „Lovecraft”, będący hołdem dla pisarza, w którym porównuje swoją twórczość do przełomowych opowiadań o Cthulhu.
W 2012 fińska wytwórnia Colossus wraz z francuską Musea wydały trzypłytowy progresywny album „The Stories Of H.P. Lovecraft: A SyNphonic Collection”, na którym 20 różnych wykonawców zaprezentowało muzyczne interpretacje dzieł Lovecrafta.
W 2014 amerykański zespół powermetalowy Iced Earth w albumie Plagues of Babylon umieścił utwór „Cthulhu”, który opowiada o jego przyszłym wybudzeniu ze snu i przejęciu świata.
W 2013 na albumie Demonologia 2 duetu Słoń & Mikser znalazł się utwór zatytułowany „Lovecraft”, w którym odwołano się do twórczości pisarza. Ponadto jeden z utworów z solowego albumu Słonia „Brain Dead Familia” z 2015 nosił tytuł „Dzieci Dagona”.
Gry komputerowe
Gry komputerowe również odwoływały się do dorobku Lovecrafta, bezpośrednio lub nie wprost. Z pierwszej grupy można wymienić Necronomicon: The Gateway to Beyond, Prisoner of Ice, Shadow of the Comet, Call of Cthulhu: Mroczne zakątki świata, The Binding of Isaac oraz serię Alone in the Dark. Do drugiego przypadku można natomiast zaliczyć gry: Quake, Blood, Penumbra, Bloodborne oraz Amnesia: Mroczny obłęd, Magicka: The Stars are left, Darkest Dungeon, jak również grę Terraria, w której pojawiają się potwory nawiązujące do mitologii Cthulhu. W grze South Park: Fractured But Whole pojawia się postać Shub Niggurath. Również w nowej części gry z 2018 roku: Call of Cthulhu którego producentem jest: Cyanide, a wydawcą: Focus Home Interactive. Twórcą tej gry jest: Jean-Marc Gueney. Odniesienia do twórczości Lovecrafta znajdują się również w grze Wiedźmin, gdzie bóstwo-monstrum Dagon pojawia się jako jeden z przeciwników, a jego wpis w bestiariuszu zaczyna się wierszem z Zewu Cthulhu.
Gry planszowe
W świecie mitologii Cthulhu osadzona jest planszowa gra kooperacyjna Arkham Horror, gdzie gracze wspólnymi siłami walczą z potworami przybywającymi do tytułowego miasteczka i starają się zapobiec pojawieniu się jednego z Przedwiecznych (lub stoczyć z nim rozstrzygającą walkę, jeśli do tego pojawienia jednak dojdzie). Gra doczekała się licznych dodatków i cieszy się na świecie dużą popularnością wśród miłośników planszówek. W 2009, nakładem wydawnictwa Galakta, ukazała się polska edycja gry o tytule Horror w Arkham. W 2013 roku ukazała się kolejna gra (podobna do powyższej) Eldritch Horror: Przedwieczna Groza. Natomiast w 2008 roku ukazała się gra Die Sterne Stehen Richtig humorystycznie podchodząca do mitologii Cthulhu. W 2011 roku wydawnictwo Fantasy Flight Games wydało kolejną grę inspirowaną twórczością Lovecrafta Mansions of Madness. Jeden z graczy wciela się w strażnika tajemnic (w drugiej edycji gry rolę strażnika tajemnic przejmuje aplikacja), który kieruje siłami z mitologii Cthulhu w celu wypełnienia sekretnego planu. Pozostali gracze przejmują rolę badaczy starających się zniweczyć niecne machinacje strażnika. Nowością w tej rozgrywce jest zastosowanie plastikowych figurek przedstawiających badaczy i potwory.
Gry karciane
Na podstawie mitologii Cthulhu została stworzona kolekcjonerska gra karciana Mythos CCG przez firmę Chaosium, następnie zaś Call of Cthulhu CCG wydawana przez Fantasy Flight Games, która z czasem zmieniła formułę i przekształciła się w Call of Cthulhu LCG.
Gry fabularne
W Stanach Zjednoczonych powstała gra fabularna Zew Cthulhu, która została wydana także w języku polskim. Również polskie gry fabularne – De Profundis oraz Wolsung odwołują się do mitologii Cthulhu. Inne tytuły powiązane z mitami Cthulhu to choćby Delta Green, Fate of Cthulhu, CthulhuTech czy też Trail of Cthulhu. Mitologia Cthulhu jest bardzo popularna wśród graczy gier fabularnych i jej elementy często przenikają do settingów i zasad gier RPG.
Komiks
W polskim komiksie do twórczości Lovecrafta odwołuje się m.in. w sposób humorystyczny komiks Jana Platy-Przechlewskiego Wampiurs Wars. W komiksie światowym twórczość Lovecrafta była inspiracją np. dla Mike’a Mignoli twórcy komiksów o Hellboyu. Mignola napisał też inspirując się Zagładą Sarnath komiks z cyklu Elseworlds pod tytułem Zagłada Gotham, w którym w rzeczywistości z powieści Lovecrafta osadzony zostaje Batman. W komiksie japońskim także można zauważyć zainteresowanie Lovecraftem, m.in. w twórczości Tanabe Gou, który narysował kilka tomów adaptacji opowiadań.
Necronomicon
Wymyślona przez Lovecrafta i powracająca często w jego pracach bluźniercza księga o tytule Necronomicon przez długi czas była przez wielu uznawana za prawdziwą. Nawet w listach do znajomych pisarzy Lovecraft starał się nie negować tego mitu. W ten sposób wytwarzał wokół swojej osoby i twórczości aurę tajemnicy, która czyniła jego opowiadania ciekawszymi. Pogłoskom jednak sam położył kres, w jednym z listów przyznając się do tego, jak naprawdę powstał Necronomicon. Powstało wiele drukowanych wersji Necronomiconu, część napisana przez znanych twórców, część przez fanów twórczości H.P. Lovecrafta. Motyw Necronomiconu w popkulturze jest często wykorzystywany do dziś w filmie, muzyce i literaturze.
World Fantasy Award
W latach 1975–2016 osoba Lovecrafta miała silny związek z nagrodą World Fantasy Award. Pierwszy konwent, na którym przyznano nagrodę odbył się w rodzinnym mieście Lovecrafta, Providence. Także statuetka, którą otrzymywały nagrodzone osoby przedstawiała popiersie pisarza (stąd zwana była potocznie „Howardem”). Na skutek zarzutów co do rasistowskich poglądów pisarza statuetkę zmieniono.

## Opowiadania i powieści
| Nr. | Tytuł                                                  | Data powstania                    | Data opublikowania                        | Forma                 |
| --- | ------------------------------------------------------ | --------------------------------- | ----------------------------------------- | --------------------- |
| 1   | The Alchemist                                          | 1908                              | listopad 1916                             | Opowiadanie           |
| 2   | The Tomb                                               | czerwiec 1917                     | marzec 1922                               | Opowiadanie           |
| 3   | Dagon                                                  | lipiec 1917                       | listopad 1919                             | Opowiadanie           |
| 4   | A Reminiscence of Dr. Samuel Johnson                   | lato – wczesna jesień 1917        | wrzesień 1917                             | Opowiadanie           |
| 5   | Polaris                                                | wiosna-lato 1918                  | grudzień 1920                             | Opowiadanie           |
| 6   | Beyond the Wall of Sleep                               | wiosna 1919                       | październik 1919                          | Opowiadanie           |
| 7   | Memory                                                 | wiosna 1919                       | maj 1923                                  | Flash fiction         |
| 8   | Old Bugs                                               | ok. lipiec 1919                   | 1959                                      | Opowiadanie           |
| 9   | The Transition of Juan Romero                          | 16 września 1919                  | 1944                                      | Opowiadanie           |
| 10  | The White Ship                                         | ok. październik 1919              | listopad 1919                             | Opowiadanie           |
| 11  | The Doom that Came to Sarnath                          | 3 grudnia 1919                    | czerwiec 1920                             | Opowiadanie           |
| 12  | The Statement of Randolph Carter                       | grudzień 1919                     | maj 1920                                  | Opowiadanie           |
| 13  | The Street                                             | późny 1919                        | grudzień 1920                             | Opowiadanie           |
| 14  | The Terrible Old Man                                   | 28 stycznia 1920                  | lipiec 1921                               | Opowiadanie           |
| 15  | The Cats of Ulthar                                     | 15 czerwca 1920                   | listopad 1920                             | Opowiadanie           |
| 16  | The Tree                                               | styczeń-czerwiec 1920             | październik 1921                          | Opowiadanie           |
| 17  | Celephaïs                                              | wczesny listopad 1920             | maj 1922                                  | Opowiadanie           |
| 18  | From Beyond                                            | 16 listopada 1920                 | czerwiec 1934                             | Opowiadanie           |
| 19  | The Temple                                             | ok. czerwiec-listopad 1920        | wrzesień 1925                             | Opowiadanie           |
| 20  | Nyarlathotep                                           | ok. listopad 1920                 | listopad 1920                             | Opowiadanie           |
| 21  | The Picture in the House                               | 12 grudnia 1920                   | lato 1921                                 | Opowiadanie           |
| 22  | Facts Concerning the Late Arthur Jermyn and His Family | jesień 1920                       | marzec i czerwiec 1921 jako The White Ape | Opowiadanie           |
| 23  | The Nameless City                                      | styczeń 1921                      | listopad 1921                             | Opowiadanie           |
| 24  | The Quest of Iranon                                    | 28 lutego 1921                    | lipiec – sierpień 1935                    | Opowiadanie           |
| 25  | The Moon-Bog                                           | 10 marca 1921                     | czerwiec 1926                             | Opowiadanie           |
| 26  | Ex Oblivione                                           | 1920 – marzec 1921 (niejasne)     | marzec 1921                               | Opowiadanie           |
| 27  | The Other Gods                                         | 14 sierpnia 1921                  | listopad 1933                             | Opowiadanie           |
| 28  | The Outsider                                           | wiosna-lato 1921                  | kwiecień 1926                             | Opowiadanie           |
| 29  | The Music of Erich Zann                                | grudzień 1921                     | marzec 1922                               | Opowiadanie           |
| 30  | Sweet Ermengarde                                       | ok. 1919–21?                      | 1943                                      | Opowiadanie           |
| 31  | Hypnos                                                 | marzec 1922                       | maj 1923                                  | Opowiadanie           |
| 32  | What the Moon Brings                                   | 5 czerwca 1922                    | maj 1923                                  | Opowiadanie           |
| 33  | Azathoth                                               | Fragment czerwiec 1922            | czerwiec 1938                             | Fragment powieści     |
| 34  | Herbert West–Reanimator                                | październik 1921 – czerwiec 1922  | luty – lipiec 1922                        | Opowiadanie           |
| 35  | The Hound                                              | październik 1922                  | luty 1924                                 | Opowiadanie           |
| 36  | The Lurking Fear                                       | listopad 1922                     | styczeń-marzec 1923                       | Opowiadanie           |
| 37  | The Rats in the Walls                                  | sierpień – wrzesień 1923          | marzec 1924                               | Opowiadanie           |
| 38  | The Unnamable                                          | wrzesień 1923                     | lipiec 1925                               | Opowiadanie           |
| 39  | The Festival                                           | październik 1923                  | styczeń 1925                              | Opowiadanie           |
| 40  | The Shunned House                                      | październik 1924                  | październik 1937                          | Opowiadanie           |
| 41  | The Horror at Red Hook                                 | 1-2 sierpnia 1925                 | grudzień 1926                             | Opowiadanie           |
| 42  | He                                                     | 11 sierpnia 1925                  | wrzesień 1926                             | Opowiadanie           |
| 43  | In the Vault                                           | 18 września 1925                  | listopad 1925                             | Opowiadanie           |
| 44  | Cool Air                                               | luty 1926                         | marzec 1928                               | Opowiadanie           |
| 45  | The Call of Cthulhu                                    | sierpień – wrzesień 1926          | luty 1928                                 | Opowiadanie           |
| 46  | Pickman's Model                                        | września 1926                     | październik 1927                          | Opowiadanie           |
| 47  | The Strange High House in the Mist                     | 9 listopada 1926                  | październik 1931                          | Opowiadanie           |
| 48  | The Silver Key                                         | listopad 1926                     | styczeń1929                               | Opowiadanie           |
| 49  | The Dream-Quest of Unknown Kadath                      | październik 1926-22 styczeń 1927  | 1943                                      | Nowela                |
| 50  | The Case of Charles Dexter Ward                        | styczeń – 1 marca 1927            | maj & lipiec 1941                         | Powieść               |
| 51  | The Colour Out of Space                                | marzec 1927                       | września 1927                             | Opowiadanie           |
| 52  | The Descendant                                         | Fragment, wczesny 1927            | 1938                                      | Fragment opowiadania  |
| 53  | The Very Old Folk                                      | 3 listopada 1927                  | lato 1940                                 | Wycinek z listu       |
| 54  | History of the Necronomicon                            | początek jesieni 1927             | 1938                                      | Krótka quasi-historia |
| 55  | The Dunwich Horror                                     | sierpień 1928                     | kwiecień 1929                             | Nowela                |
| 56  | Ibid                                                   | lato 1928                         | styczeń 1938                              | Opowiadanie           |
| 57  | The Whisperer in Darkness                              | 24 lutego – 26 września 1930      | sierpień 1931                             | Nowela                |
| 58  | At the Mountains of Madness                            | 24 lutego – 22 marca 1931         | luty – kwiecień 1936                      | Nowela                |
| 59  | The Shadow over Innsmouth                              | listopad – grudzień 1931          | kwiecień 1936                             | Nowela                |
| 60  | The Dreams in the Witch House                          | luty 1932                         | lipiec 1933                               | Opowiadanie           |
| 61  | The Thing on the Doorstep                              | 21-24 sierpnia 1933               | styczeń 1937                              | Opowiadanie           |
| 62  | The Book                                               | fragment, ok. października 1933   | 1938                                      | Fragment opowiadania  |
| 63  | The Evil Clergyman                                     | wycinek z listu, jesień 1933      | kwiecień 1939                             | Wycinek z listu       |
| 64  | The Shadow Out of Time                                 | 10 listopad 1934 – 22 lutego 1935 | czerwiec 1936                             | Nowela                |
| 65  | The Haunter of the Dark                                | 5-9 listopada 1935                | grudzień 1936                             | Opowiadanie           |

Dostępność w Polsce
Pierwszym wydaniem opowiadań Lovecrafta w Polsce był zbiór Zew Cthulhu nakładem Czytelnika w 1983. Przetłumaczony przez Ryszardę Grzybowską zawierał wybór najistotniejszych utworów. Nowe wydanie tego zbioru pojawiło się w 2004 (wydawnictwo C&T). Na początku lat 90. XX wieku wyszły trudno obecnie dostępne książki wydawnictw: As-Editor i S.R. W kolejnych latach, wraz z nowymi pozycjami wydawnictw: Zysk i S-ka i Vesper, dużo łatwiej jest kupić książkę tego pisarza. W 2007 pojawiło się polskie tłumaczenie książki Michela Houellebecqa: H.P. Lovecraft. Przeciw światu, przeciw życiu – długi esej ze wstępem Stephena Kinga (wydawnictwo W.A.B.). Pierwsza biografia pisarza w języku polskim, przekład dzieła S.T. Joshiego, ukazała się w 2010 nakładem wydawnictwa Zysk i S-ka.

## Wybrane filmy nakręcone na podstawie twórczości Lovecrafta
- 1963 The Haunted Palace (Nawiedzony pałac, reż. Roger Corman)
- 1965 Die, Monster, Die! (Przeklęty dom, Giń, stworze, giń!, reż. Daniel Haller)
- 1967 The Shuttered Room (Zamknięte Okna, reż. David Greene)
- 1968 Reincarnation (Reinkarnacja, reż. Vernon Sewell)
- 1968 Curse of the Crimson Altar (reż. Vernon Sewell)
- 1970 The Dunwich Horror (Horror w Dunwich, reż. Daniel Haller)
- 1980 The Music of Erich Zann (Muzyka Ericha Zanna, film krótkometrażowy, reż. John Strysik)
- 1985 Re-Animator (Reanimator, reż. Stuart Gordon)
- 1986 From Beyond (Zza światów, reż. Stuart Gordon)
- 1987 The Curse (Klątwa, reż. David Keith)
- 1988 The Unnamable (Nienazwany, reż. Jean-Paul Ouelette)
- 1989 Bride of Re-animator (Narzeczona Re-Animatora, reż. Brian Yuzna)
- 1989 Dark Heritage (reż. David McCormick)
- 1992 The Ressurected (Wskrzeszony, reż. Dan O’Bannon)
- 1993 The Unnamable II: The Statement of Randolph Carter (Powrót Nienazwanego, reż. Jean-Paul Ouellette)
- 1994 Necronomicon (reż. Christophe Gans, Brian Yuzna, Shusuke Kaneko)
- 1994 Lurking Fear (Pełzający strach, Przyczajona groza, reż. Courtneyn Joyner)
- 1995 Castle Freak (Potwór na zamku, reż. Stuart Gordon)
- 1995 In the Mouth of Madness (W paszczy szaleństwa, reż. John Carpenter)
- 1997 Bleeders (Hemoglobina, reż. Peter Svatek)
- 1999 Cool Air (reż. Bryan Moore)
- 2001 Nyarlathotep (film krótkometrażowy, reż. Cristian Matzke)
- 2001 Dagon (reż. Stuart Gordon)
- 2003 The Dream-Quest of Unknown Kadath (reż. Edward Martin)
- 2005 Call of Cthulhu (Zew Cthulhu, reż. Andrew Leman)
- 2005 Mistrzowie horroru (Masters of Horror, odcinek Koszmar w domu wiedźmy, Dreams in the Witch House, reż. Stuart Gordon)
- 2006 Beyond the Wall of Sleep (Poza murem snu, reż. Barret J. Leigh, Thom Mauer)
- 2007 Cthulhu (reż. Dan Gildark)
- 2008 In Search Of Lovecraft (reż. David J. Hohl)
- 2009 The Last Lovecraft: Relic of Cthulhu (reż. Henry Saine)
- 2009 The Dunwich Horror (reż. Leigh Scott)
- 2011 Szepczący w ciemności (The whisperer in darkness, reż. Sean Branney)
- 2019 Kolor z przestworzy (Color Out of Space, reż. Richard Stanley)